# Эвандр
Эва́ндр, также Ева́ндр (лат. Euandros, др.-греч. Εὔανδρος, в дословном переводе «хороший человек»), — культурный герой римско-греческой мифологии, сын Гермеса и прорицательницы Карменты, вынужденный уехать вместе с матерью со своей родины в греческой Аркадии в Италию. На берегу Тибра образовал поселение Паллантий, на месте современного Рима. От Паллантия получил своё название Палатинский холм.
На новом месте проявил себя с наилучшей стороны. Стал просветителем коренного населения аборигенов Лация, обучив их достижениям древнегреческой цивилизации. Кроме этого, участвовал в создании латинского алфавита.
В конце жизни поддержал прибывшего из Трои Энея в войне с Турном.
В Древнем Риме почитался в числе местных «отечественных» богов индигетов, которые некогда жили в Лациуме как люди, но после смерти стали богами-покровителями местного населения.

## Мифы

### Происхождение и семья
Согласно традиции, родился в аркадском городе Паллантий. Плутарх называет матерью Эвандра Карменту, другими именами которой могли быть Фемида, Никострата или Мойра. По Дионисию Галикарнасскому, его матерью была пророчица Фемида, которую впоследствии эллины назвали Феспиодой («божественно поющая», «вдохновенная богом», «вещая»), а латины Карментой. Оба автора связывают имя «Кармента» с лат. carmina «песни», так как женщина обладала даром провидения и излагала свои прорицания в форме песни. Павсаний матерью Евандра называет нимфу, не приводя имени, дочь Ладона.
Отцом Эвандра данные источники называют Гермеса, анонимный римский источник IV века н. э. «О происхождении римского народа» — Меркурия.
По другой версии, описанной в схолиях Мавра Сервия Гонората к «Энеиде» Вергилия, Эвандр был сыном аркадского царя Эхема и Тимандры — дочери Тиндарея и Леды. В Первом Ватиканском мифографе, а также в схолиях к «Энеиде» утверждается, что Эвандр был внуком царя Аркадии Палланта и сыном Никостраты, прозванной впоследствии Карментой. По наущению матери убил отца и вместе с ней бежал в Италию.
Относительно детей Эвандра в античных источниках также существует несколько противоречащих друг другу версий. Дочерьми паллантийского царя называют Лавинию, Роме и Дине. В мифах об Эвандре фигурирует также Паллант, сын от неназванной по имени сабинянки или внук — сын Лавинии от Геракла.

### Основание Паллантия
С матерью и небольшим отрядом соплеменников, среди которых выделяют основателя города Тибур Катилла, Эвандр прибыл в Италию, в область современного Рима, где основал небольшое поселение. Существует несколько версий о том, почему он был вынужден покинуть Элладу. Согласно одной, это произошло вследствие убийства отца, другие называют это результатом восстания граждан против власти либо пишут, что Эвандр оставил родину специально для создания заморской колонии, По имени родного города, деда или в честь то ли сына Палланта, то ли одноимённого внука, новый город был назван Паллантием, а холм, на котором его построили, Палатином.
Согласно Дионисию Галикарнасскому и сочинению «О происхождении римского народа», эти события произошли за 60 лет до Троянской войны. Поселение было мирным, так как царь аборигенов Фавн разрешил прибывшим из Эллады грекам взять столько земли, сколько они пожелают. В «Энеиде» Вергилия описана более драматичная версия: поселенцы под предводительством Эвандра были вынуждены сразиться с царём Пренесты Эрулом, которому мать богиня Ферония даровала три жизни. Таким образом, Эвандру пришлось трижды сражаться и убивать Эрула.

### Правление
В качестве правителя Паллантия проявил себя с наилучшей стороны, войдя в римскую историю в качестве просветителя. С именами Эвандра и его матери Карменты связан миф о создании латинской письменности — согласно ему, именно они переделали греческие буквы в латинские, а затем обучили аборигенов Лация письму. Эвандр также научил местных жителей сеять и запрягать быков. Кроме того, аркадские пришельцы познакомили местное население, знавшее только пастушью свирель, с такими музыкальными инструментами как лира, треугольник и флейта. Эвандр с матерью и другими аркадцами изменили звероподобный образ жизни аборигенов и приобщили тех к своей родной греческой культуре, за что удостоились от них почёта и уважения.
Эвандр также принёс в Италию культы греческих богов. При нём построили храм Цереры, в котором жертвы приносили по образцу греческого культа Деметры, исключительно женщины. Священный участок был отведен «Конному Нептуну». При Эвандре ввели культы Виктории и Меркурия, а также начали праздновать гиппократии или консуалии, во время которых мулам и коням давали отдых и украшали их головы венками.
Когда Геракл, возвращаясь после выполнения очередного подвига — похищения коров Гериона, — проходил через Италию, Эвандр оказал герою гостеприимство. Согласно Дионисию Галикарнасскому, дочь Эвандра Лавиния забеременела от Геракла Паллантом. Живший неподалёку великан Какус угнал нескольких коров из стада коров Гериона, за что и был на следующий день убит Гераклом. Узнав от обладающей даром провидения матери, что Гераклу предстоит стать богом, Эвандр посвятил ему священный участок и совершил жертвоприношение. По другой версии, Геракл вместе с Эвандром построили алтарь на месте смерти Какуса. Кроме того, Геракл посоветовал паллантийцам прекратить человеческие жертвоприношения, заменив их бросаемыми в Тибр глиняными фигурками.
Согласно преданию, именно Эвандр ввёл также культ аркадского Пана под именем Фавна и посвящённый ему праздник Луперкалии.

### Эвандр и Эней
Когда из Трои в Италию прибыл Эней, ему пришлось вступить в войну с могучим царём рутулов Турном. Он обратился за помощью к другим правителям, в том числе и к престарелому Эвандру, что ему посоветовал речной бог Тиберин. Выходец из Аркадии благосклонно принял гостя, вспомнил о своём знакомстве с Приамом и отцом Энея Анхисом, который подарил ему дорогой плащ и колчан стрел, и пообещал помощь. Отряд из четырёхсот паллантийцев во главе с сыном Эвандра Паллантом присоединился к троянцам. Вергилий в «Энеиде» расположил дом Эвандра в том месте, где на момент написания поэмы находился дом императора Октавиана Августа. По мнению антиковедов образ Эвандра в римском эпосе повторяет таковой гомеровского Нестора.
Союзу Эвандра и Энея предшествовало свержение царя этрусков Мезенция, который бежал к Турну. Новый царь Тархон стал собирать войска, чтобы добиться выдачи Мезенция и наказать его за совершённые преступления. Однако ему было предсказано, что военачальник из Италии, в отличие от чужеземца, не сможет победить ни Турна, ни Мезенция. Тогда Тархон обратился с просьбой возглавить войско к Эвандру. Царь Паллантия отказал, так как был стар, а также женат на местной женщине, родившей ему детей, и соответственно не считал себя чужеземцем. При встрече с Энеем Эвандр посоветовал троянцу также обратиться за помощью к этрускам.
В последующей битве сын Эвандра Паллант погиб от руки Турна и был похоронен на Палатине.

## Культ
В Риме Эвандра почитали в числе местных «отечественных» богов — индигетов, которые некогда жили в Лациуме как люди, но после смерти стали богами-покровителями местного населения. Согласно античным представлениям, римляне сформировались из нескольких народов, одним из которых были потомки аркадских переселенцев во главе с Эвандром. Ему на Авентине был посвящён алтарь, где в его честь ежегодно совершали жертвоприношения. В историческое время в Риме на Бычьем форуме существовал алтарь Геркулесу Непобедимому, по преданию сооружённый Эвандром. Это сооружение сгорело во время великого пожара Рима 64 г. н. э. при императоре Нероне.
Живший во II веке н. э. Павсаний описал храм в аркадском Паллантии, где стояла статуя Эвандра. Император Антонин Пий в память об Эвандре даровал мифической прародине римлян — городу Паллантию — самоуправление и свободу от податей.

## Толкование мифа
Существует две противоречащие одна другой версии возникновения мифа об Эвандре. Согласно первой, легенда об Эвандре возникла между 380 и 270 годами до н. э., когда окрепший и возвысившийся над остальными Рим стал создавать себе великое прошлое, связывая своё основание с древнегреческой цивилизацией. При этом, как указывает антиковед И. Л. Маяк, в 1950-е годы появились исследования, опровергающие бытовавшее мнение о выдумке с целью создать великую историю. Ещё во II веке до н. э., согласно Страбону, историк Луций Целий Антипатр на основании мифа об Эвандре утверждал, что Рим основали греки. Э. Перуцци в книге «Микенцы в древнем Лации» указывает, что в мифах об Эвандре, возможно, нашла отображение доколониальная иммиграция в Италию греков Микенской цивилизации, которые принесли на Апеннинский полуостров свою культуру.
Немецкий теолог и историк А. Швеглер в своём труде «Römische Geschichte» (I, 354—83) на основании сравнения мифов из разных источников, а также этимологии пришёл к выводу, что Эвандр — не что иное, как Фавн и Луперк, чьи культы затем разделились. Предположение Швеглера не нашло поддержки у современных ему антиковедов.